# Minerva zu den drei Palmen

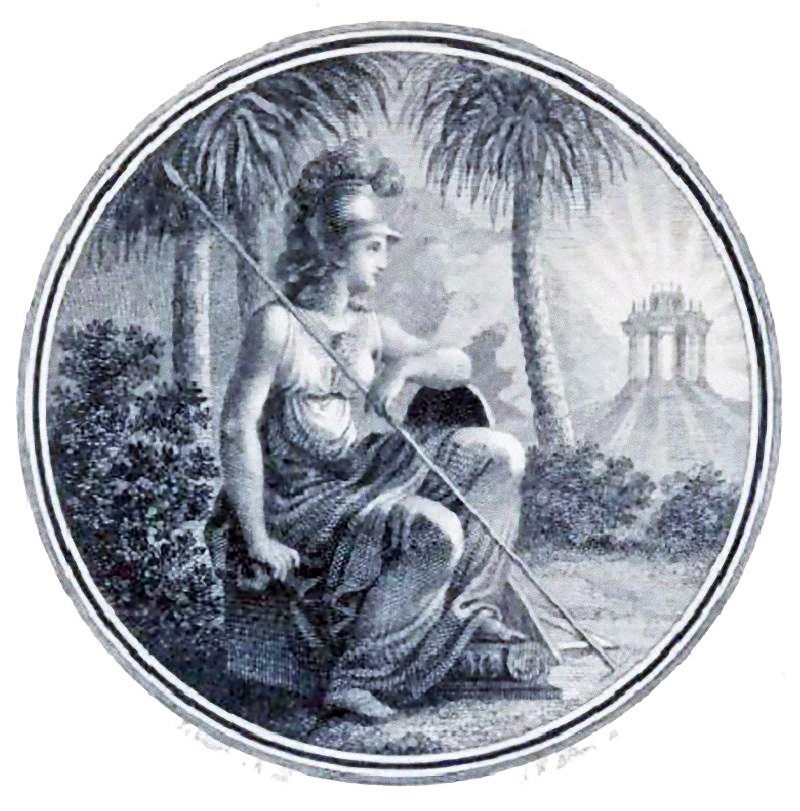
Vignette der Loge Minerva zu den drei Palmen nach Veit Hanns Schnorr von Carolsfeld

Minerva zu den drei Palmen ist eine Freimaurerloge in Leipzig.

## Geschichte
Am 20. März 1741 wurde in Leipzig eine zunächst namenlose Freimaurerloge gegründet. Sie nahm noch im Gründungsjahr den Namen „Aux trois compas“ (Zu den drei Zirkeln) an und arbeitete dem Zeitgeschmack entsprechend in französischer Sprache. Sie stellte  bereits 1745 ihre Arbeit offiziell wieder ein. 1746 entstand eine deutschsprachige Loge „Minerva zum Circul“. Diese übernahm 1747 Teile der 1745 aufgelösten Loge, andere Teile arbeiteten „im Verborgenen“ weiter.

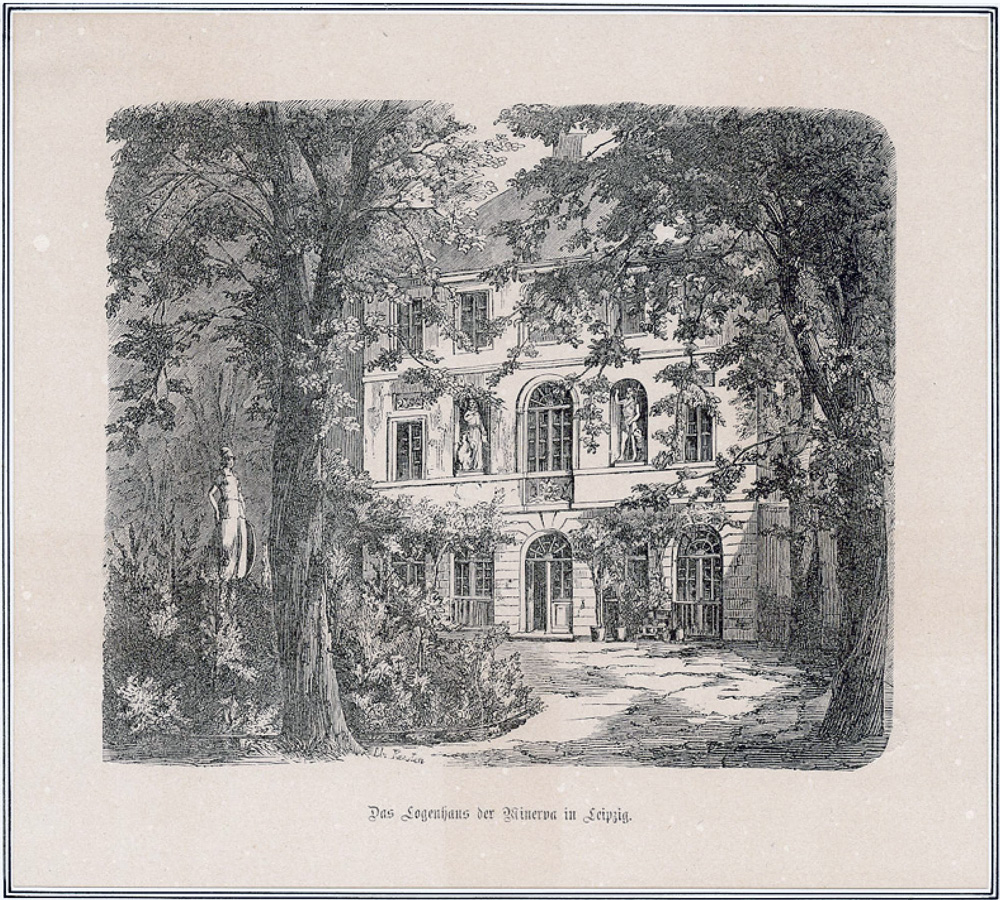
Das Logenhaus in der Schulstraße (Gartenseite) vor 1868

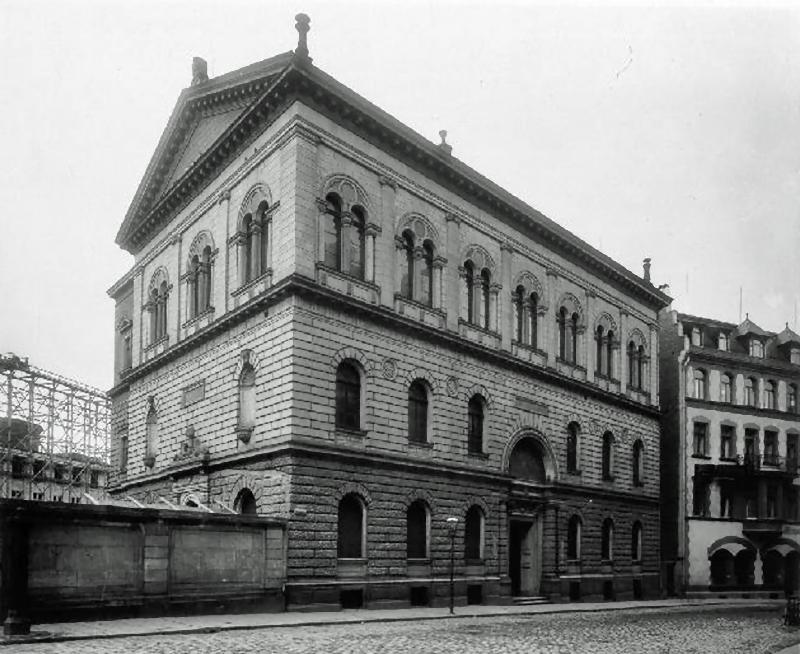
Das Logenhaus in der Schulstraße nach dem Neuaufbau (um 1890)

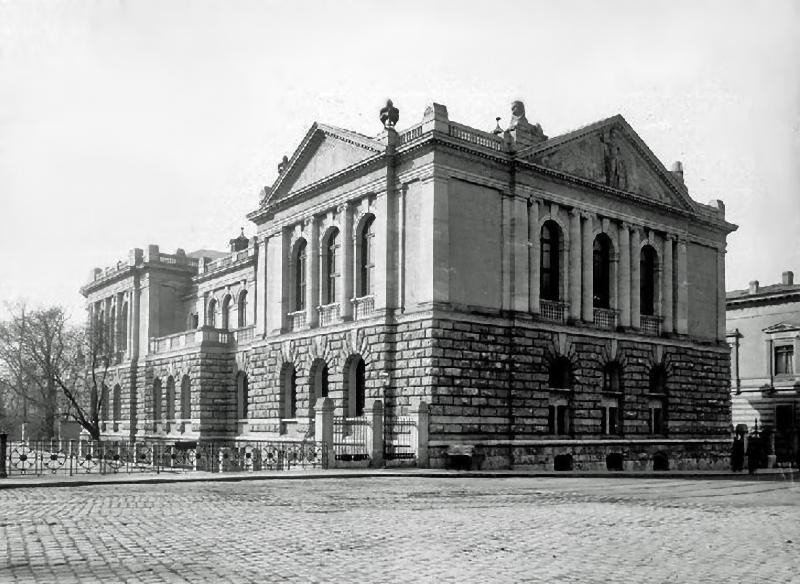
Das neue Logenhaus von 1905

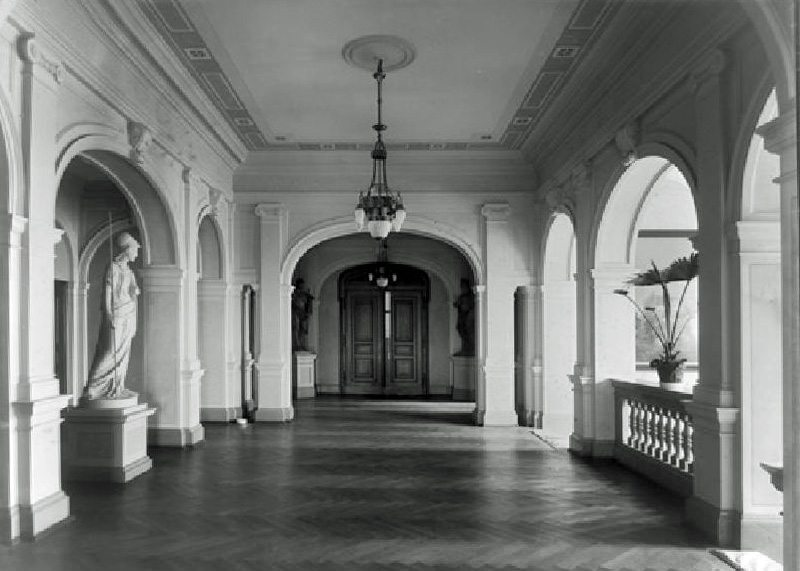
Die Wandelhalle im neuen Logenhaus

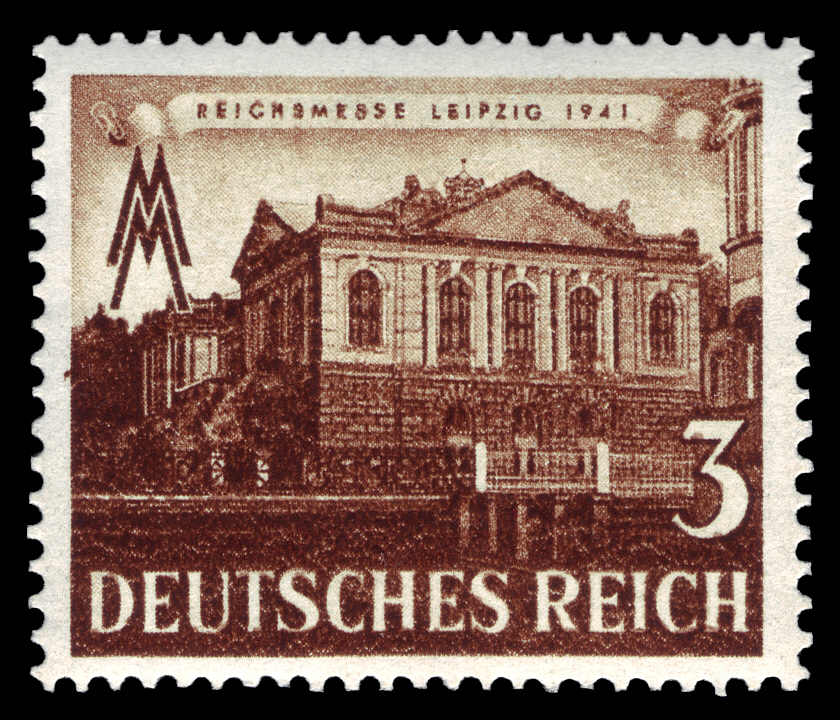
3 Pfennig-Sondermarke der Reichspost (1941) mit dem enteigneten Logenhaus als „Haus der Nationen“

Schließlich wurde 1766 die Loge „Minerva zu den drey Palmen“ gegründet. Diese konnte 1772 kraft ihres mächtigen Protektors (Karl Herzog von Kurland) die im Verborgenen arbeitende Loge auflösen und übernehmen.
Durch diese Auflösungen, Übernahmen und Vereinigungen datierte die Minerva schließlich ihr Gründungsjahr auf 1741 und war somit zehntälteste deutsche Loge. Sie entwickelte sich zu einer der größten Logen Deutschlands. Mitglieder waren angesehene Kaufleute, Universitätsprofessoren, Verleger, Schriftsteller und bildende Künstler. Von der Leipziger Loge gingen weitere Gründungen in Sachsen und Thüringen aus. Gemäß dem freimaurerischen Prinzip der Brüderlichkeit kümmerten sich die Logenmitglieder auch um soziale Belange, wie Linderung der Folgen der Hungerkatastrophe 1770/71, Armenfürsorge und Waisenunterstützung.
Anfangs wurden die Zusammenkünfte der Loge in öffentlichen Wirts- und Kaffeehäusern abgehalten, so z. B. im „Zum goldenen Schiffe“ in der Kleinen Fleischergasse und im „Hôtel de Bavière“ in der Petersstraße. Eine solche Lokalität war auch das Wein- und Kaffeehaus des Gastronomen Francesco Venoni in der Schulstraße neben der Pleißenburg, das die Loge 1774 samt Garten als erstes Logenhaus erwarb.
Zur 100-Jahr-Feier der Loge am 20. März 1841 schrieb Albert Lortzing, der Mitglied der Loge Balduin zur Linde war, die „Cantate zur Secularfeier der Loge Minerva zu den drei Palmen“ zum Text des Meisters vom Stuhl August Ludwig Mothes Hört! Des Hammers Ruf ertönet (LoWV 49). Die verschollen geglaubte Kantate von Lortzing wurde 1997 in der Lippischen Landesbibliothek Detmold wiederentdeckt.
1884–1886 kam es zum völligen Neuaufbau des Logenhauses in der Schulstraße durch Max Bösenberg, nachdem es bereits 1816 eine Erneuerung und Vergrößerung des Logenhauses gegeben hatte. Das neue Logenhaus besaß Wirtschaftsräume im Untergeschoss, im Erdgeschoss Versammlungs- und Verwaltungsräume, die Arbeitsräume im ersten Obergeschoss und die Festräume im zweiten Obergeschoss. Die Fassade war im Stil der Neorenaissance in Sandstein ausgeführt.
Auch im 19. Jahrhundert sind soziale Unternehmungen der Loge zu vermerken. 1813 engagierten sich Logenmitglieder bei der Linderung des Leids der Völkerschlacht, und das Logenhaus wurde den Schülern der zerstörten Bürgerschule zur Verfügung gestellt. 1843 erfolgte die Gründung der Begräbnis-Unterstützungskasse, und 1870 gründete Carl Gustav Thiem den Witwen- und Waisen-Pensionsvereins der Loge Minerva. 1896  stifteten Mitglieder der Loge ein namhaftes Kapital und gründeten in Erinnerung an den ehemaligen Meister vom Stuhl Siegfried August Mahlmann die Mahlmann-Stiftung, deren Zinsertrag für wohltätige Zwecke in Leipzig eingesetzt wurde.
Im Jahre 1905 wurde ein neues Logenhaus bezogen. Es entstand an der vom Rathausring abzweigenden Weststraße direkt gegenüber dem Neuen Rathaus hinter dem Pleißemühlgraben. Errichtet wurde es vom Architektenbüro Händel & Franke. Es enthielt unter anderem einen Festsaal und zahlreiche Versammlungsräume.
Unter dem Druck der Nationalsozialisten formte sich die Loge Minerva zu den drei Palmen unter Abkehr von ihren humanitär-freimaurerischen Wurzeln 1933 zum „Christlichen Orden Deutscher Dom“ um. Das war aber nur eine vorübergehende Lösung. 1935 erfolgten die Liquidation des Ordens und die Streichung aus dem Genossenschaftsregister. Die Kontakte zwischen ehemaligen Logenmitgliedern in Vereinen, Stammtischen und im privaten Kreise blieben bis weit in die 1970er Jahre hinein bestehen. Das Logengebäude wurde enteignet und 1937 an das Leipziger Messamt übergeben, das es als „Haus der Nationen“ nutzte.
Bei dem schweren alliierten Luftangriff auf Leipzig am 20. Februar 1944 wurde auch das ehemalige Logenhaus getroffen und zum Teil zerstört. Die Teilruine wurde 1957 abgerissen. Seitdem ist der Platz unbebaut.

## Neugründung
Auf Initiative und Beschluss der Loge Friedrich zum Weißen Pferd Hannover wurde 1990 mit den Vorbereitungen zur Wiedergründung der Deputationsloge Loge Minerva zu den drei Palmen begonnen. Die Gründungsversammlung fand am 18. November 1990 statt.

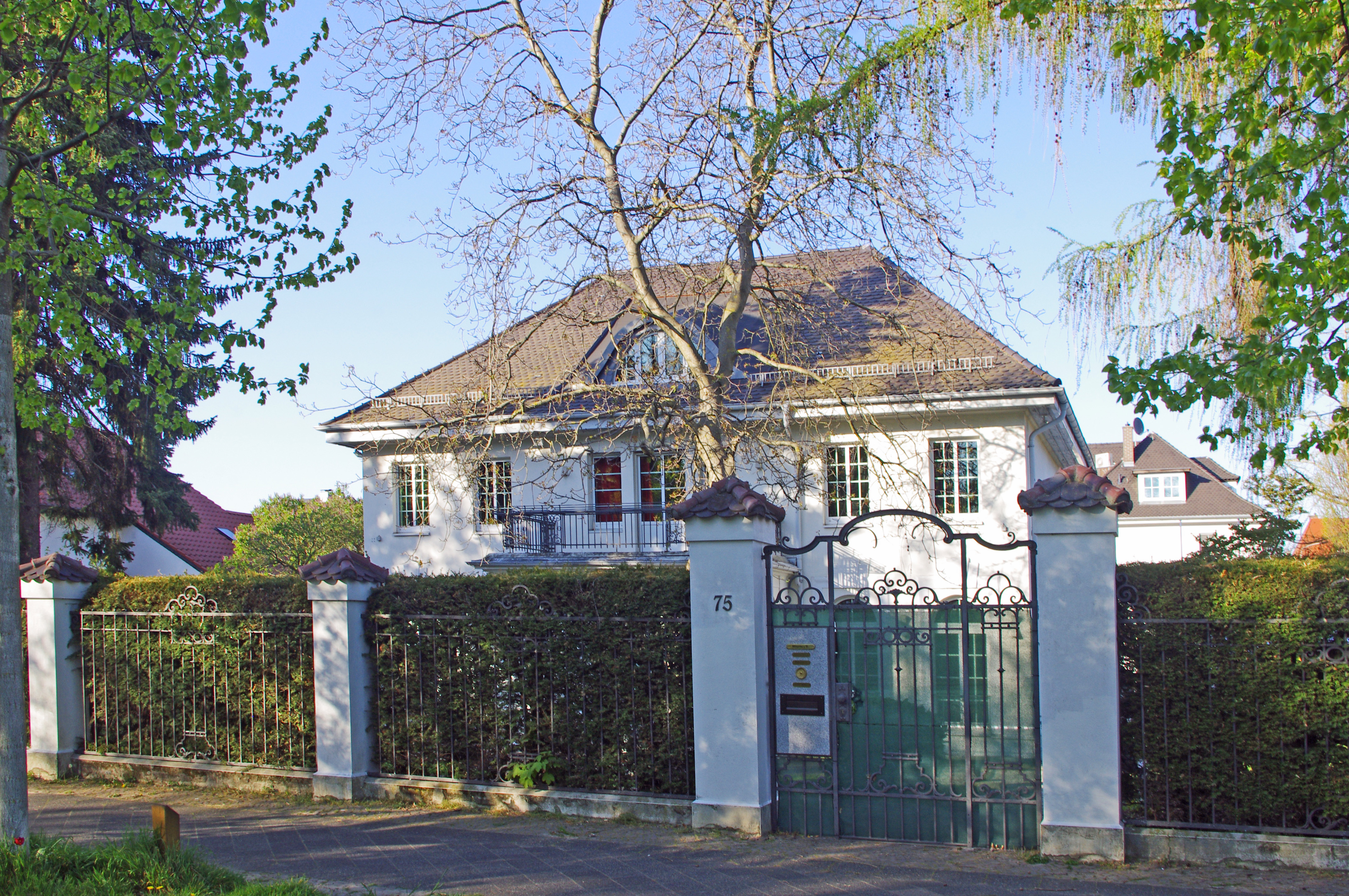
Logenhaus Naunhofer Straße 75

Am 7. März 1991 erfolgte die Wiedereintragung der Loge Minerva zu den drei Palmen Nr. 7 in das Vereinsregister. In der Rudolf-Breitscheid-Straße (heute Kurt-Schumacher-Straße) konnte am 23. März der erste ostdeutsche Freimaurertempel geweiht werden. Am 31. Dezember 1992 erhielt die Deputationsloge Minerva ihre Eigenständigkeit. Nachdem der Loge ihr Eigentum am alten Logengrundstück rückübertragen wurde, einigte man sich mit der Stadt Leipzig über einen Tausch gegen das Grundstück der ehemaligen Musikbibliothek in der Ferdinand-Lassalle-Straße 21. Dort wurde am 27. Mai 1995 das neue Logenhaus eingeweiht. Nach dem Verkauf dieses Grundstücks erwarb die Loge am 8. Januar 1997 eine Villa in der Naunhofer Straße 75, wo sich heute das Logenhaus befindet.
Seit 2008 veranstaltet die Loge in unregelmäßigen Abständen anlässlich der Leipziger Buchmesse die sogenannte „Leipziger Buchloge“ in den Fundament-„Katakomben“ des Völkerschlachtdenkmals.

## Bekannte Logenmitglieder
- Johann Friedrich Bause, Kupferstecher
- Karl Biedermann, Politiker und Publizist
- Gustav Heinrich von Biedermann, Jurist und Politiker
- Otto Brückwald, Architekt
- Adolf Emil Büchner, Dirigent
- Samuel von Brukenthal, Gouverneur von Siebenbürgen
- Friedrich Burdach, Anatom und Physiologe
- August Dietrich von Marschall auf Burgholzhausen, Jurist
- Bartolomeo Campagnoli, Violinist
- Julius Victor Carus, Zoologe – 1874 bis 1881  Meister vom Stuhl
- Ernst Florens Friedrich Chladni, Physiker und Astronom
- Johann Christian August Clarus, Mediziner
- Julius Clarus, Pharmakologe
- Heinrich Clauren, Schriftsteller
- Johann Carl Friedrich Dauthe, Architekt
- Ferdinand David, Violinist
- Johann Christian Dolz, Pädagoge
- Philipp Jacob Düringer, Theaterregisseur, Schauspieler und Librettist
- Johann Georg Eck, Philologe – mehr als 30 Jahre lang Meister vom Stuhl
- Friedrich Wilhelm von Erdmannsdorff, Architekt
- Christian Daniel Erhard, Rechtswissenschaftler
- Wilhelm Felsche,  Konditor, Begründer der Städtischen Speiseanstalten
- Johann Gottfried Flegel, Xylograph und Restaurator
- Christian Gottlob Frege, Bankier und Handelsherr
- Albin Frehse, Hornist, Hochschullehrer
- Samuel Hahnemann, Arzt und Begründer der Homöopathie
- Hans Ernst von Hardenberg, Politiker – 1747 bis 1749 Meister vom Stuhl
- Johannes Hartmann, Bildhauer
- Christian Gottlieb Haubold, Jurist
- Christian von Haugwitz, Diplomat
- Karl Heinrich Heydenreich, Schriftsteller und Philosoph
- Peter Carl Wilhelm von Hohenthal, Jurist und sächsischer Minister
- Ludwig Ferdinand Huber, Schriftsteller
- Johann Christian Jörg, Gynäkologe und Geburtshelfer
- Kurt Kluge, Bildhauer und Dichter
- Hermann Knaur, Bildhauer
- Christian Gottfried Körner, Schriftsteller und Jurist
- Martin Krause, Pianist
- Wilhelm Traugott Krug, Philosoph
- Karl Theodor von Küstner, Theaterintendant
- Carl Lampe, Unternehmer und Kunstmäzen
- Magnus Gottfried Lichtwer, Jurist und Fabeldichter
- Johann Heinrich Linck (der Jüngere), Apotheker, Naturforscher und Sammler
- Gottlob Heinrich von Lindenau, Kreisoberforstmeister
- Hans Lissmann, Tenor
- Paul Losse, Musikpädagoge, Kammersänger
- August Mahlmann, Schriftsteller und Zeitungsverleger – Meister vom Stuhl
- Adolf Eduard Marschner, Komponist
- Moritz Martini, Anstaltspsychiater
- Heinrich August Matthäi, Gewandhaus-Konzertmeister
- Oskar Mothes, Architekt
- Carl Otto Müller, Jurist und Politiker
- Carl Wilhelm Müller, mehrfacher Bürgermeister
- Wilhelm Müller, Dichter
- Adam Friedrich Oeser, Maler und Bildhauer
- Friedrich Pecht, Maler und Kunstschriftsteller
- Niccolò Peretti, Altist
- Justus Radius, Pathologe
- Anton Philipp Reclam, Verleger und Buchhändler
- Johann Christian Reinhart, Maler, Zeichner und Radierer
- Johannes Richter, Pädagoge und Hochschullehrer
- George Wilhelm Richter, Cafetier
- Johann Christian Rosenmüller, Chirurg und Anatom
- Johann Friedrich Rosenzweig, Universitätsstallmeister in Leipzig
- Ludwig Cäsar Roux, Universitätsfechtmeister in Leipzig
- Carl Schaefer, Musiker (Fagott) und Musiklehrer
- Gustav von Schlabrendorf, politischer Schriftsteller
- Franz Schlobach, Unternehmer
- Carl Heinrich August von Schönfels, Rittergutsbesitzer
- Moritz Schreber, Arzt
- Carl Schroeder, Cellist und Dirigent
- Gebhard Werner von der Schulenburg, Diplomat
- Franz Seconda, Prinzipal (Impresario), Intendant und Schauspieler
- Moritz Seeburg, Jurist und Stadtrat
- Carl Seffner, Bildhauer
- Wilhelm Theodor Seyfferth, Bankier und Eisenbahnpionier
- Christian Ludwig Stieglitz, Jurist und Historiker
- Christian Gottlieb Seydlitz, Physiker und Logiker
- Georg Adam von Starhemberg, Diplomat
- August Cornelius Stockmann, Jurist
- Ludwig Suhl, Bibliothekar
- Carl Christian Philipp Tauchnitz, Verleger
- Carl Christoph Traugott Tauchnitz, Verleger
- Carl Friedrich Trier, Stifter des Trierschen Instituts
- Robert Julius Vollsack, Jurist und Politiker
- Johann Amadeus Wendt, Philosoph und Musiktheoretiker
- Fritz Zalisz, Maler und Bildhauer
- August Christian Adolf Zestermann, Kunsthistoriker